# Powiat Ikoma
Powiat Ikoma (jap. 生駒郡 Ikoma-gun) – powiat w Japonii, w prefekturze Nara. W 2024 roku liczył 74 898 mieszkańców.

## Miejscowości
- Ando
- Ikaruga
- Heguri
- Sangō